# 桑泰尔诺河畔圣阿加塔
桑泰尔诺河畔圣阿加塔是意大利艾米利亚-罗马涅大区拉韦纳省的一个镇，面积9.5平方公里，2004年人口2,284人。